# 小行星2796
小行星2796（2796 Kron）是一颗围绕太阳公转的小行星。1980年3月13日，愛德華·鮑威爾在可可尼诺县发现了此天体。
該小行星以美國天文學家傑拉德·克朗命名。
这颗小行星的绝对星等为54.79372等。